# Courtaud
Pour les articles ayant des titres homophones, voir Courteau, Courteaux, Courtot et Laurence Courto.
Pour les articles homonymes, voir Courtaud (homonymie).
Clostera curtula
Espèce
Le Courtaud ou Hausse-queue blanche, Clostera curtula, est un lépidoptère appartenant à la famille des Notodontidae.
- Répartition : de l’Europe jusqu’en Sibérie.
- Envergure du mâle : de 14 à 17 mm.
- Période de vol : d’avril à août, une ou deux générations jusqu’à 1 800 m.
- Habitat : bois.
- Plantes-hôtes : Populus, Salix, Tilia, Betula, Ulmus, Acer, Alnus.